# Medina de Sfax
La medina de Sfax és el barri de la medina de la ciutat tunisiana de Sfax. Va ser construïda pel príncep aglàbida Abu Abbass Muhammad entre el 849 i el 851. La medina acull uns 113.000 habitants i està dominada per la Gran Mesquita de Sfax.
El 12 de febrer de 2012, el govern tunisià va presentar una candidatura per afegir-la a la Llista del Patrimoni Mundial de la UNESCO. Es considera una de les poques ciutats medievals del nord d'Àfrica que conserva la seva trama original fins i tot amb totes les modificacions dels seus edificis al llarg de les dècades. Representa també el millor exemple de l'urbanisme arabomusulmà més conservat de tota la conca mediterrània. Els seus monuments estan classificats com a monuments històrics nacionals des del 1912.

## Història

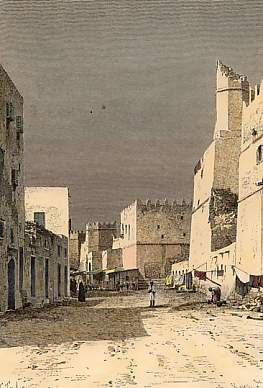
La medina de Sfax el 1886

Les fonts històriques parlen de l'existència d'una ciutat romana al voltant de la zona on actualment existeix Sfax anomenada Taparura. L'absència dels monuments formidables que solien distingir les ciutats romanes permetia pensar que o bé Sfax estava construïda completament per sobre de Taparura, o bé Taparura no era gaire més que una torre de guaita, tal com significa exactament el seu nom en grec, i també ho fa "Ksar-Esfakez", forma original del nom de Sfax en berber - púnic. El que és molt probable, però, és que l'antiga Taparura estigui associada amb la casba de l'època àrab.
Segons les inscripcions de la façana de la gran mesquita, la medina de Sfax va ser fundada l’any 849 per ordre de l'emir aglàbida de Kairuan, Abu Abbass Muhammad, i construïda per Ali Ibn Salem, cadi de Sfax. De fet, a mitjan segle IX, els aglàbides, que governaven Ifriqiya, van acordar reforçar el litoral de la ciutat amb fortificacions i bastions. Va ser aleshores quan es va construir el Borj Sfax o casba de Sfax, com una de les fortaleses. Amb el pas del temps, i a mesura que la vida es desenvolupava al seu voltant, els aglàbides decidiren fundar la ciutat de Sfax.

### Època fatimita
Amb la caiguda de la major part de l’Estat aglàbida en mans del califat fatimita, Sfax va patir la seva primera crisi des de la fundació, quan va ser atacada l’any 914 —juntament amb altres ciutats— pel governador de Sicília, Ahmed bin Gharb, un ferm partidari del califat abbàssida, amb l’objectiu de recuperar les ciutats de la costa africana que havien passat a mans dels fatimites. El conflicte va acabar amb la victòria de l’exèrcit sicilià i la destrucció de la ciutat com a càstig als seus habitants, tot i que els fatimites en van recuperar el control poc després.
Tanmateix, la població local no va adoptar el ritu ismaïlita introduït pel nou règim, i va romandre fidel a la doctrina malikita, gràcies al suport d’un gran erudit, Abu Ishaq Aljbinyani.

### Època zirida
Després del trasllat del centre de poder fatimita al Caire, els governadors de la dinastia zírida decidiren separar-se del domini fatimita i retornar a l'islam sunnita, cosa que va portar els fatimites a buscar venjança enviant tribus àrabs del sud per destruir l'Ifriquiya.
Malgrat aquestes pertorbacions, Sfax va viure una important renaixença cultural, especialment arquitectònica, durant el regnat dels zírides. Un dels canvis més rellevants que es produïren a la ciutat en aquest període va ser la notable reforma que experimentà la gran mesquita sota el govern del príncep sanhaja Abi al-Fotuh al-Mansur l’any 988.
L’any 977, el viatger Ibn Hawqal descrigué la ciutat com: «envoltada per una bella olivera. L’oli que s’hi produeix s’exporta a Egipte, el Magrib, Sicília i Europa (els Roum) […] Qerqenna conté algunes restes d’edificis antics i diverses cisternes. Com que aquesta illa és molt fèrtil, els habitants de Sfax hi envien el bestiar a pasturar».
En aquest període també tingué lloc la primera invasió efectiva de la ciutat, que passà sota el control d’Ibn Melil entre 1067 i 1099, amb el suport dels hilalites i dels Banu Sulaym.

### Invasió normanda
A la fi del regnat de la dinastia zírida, entre els anys 1148 i 1156, els normands de Sicília ocuparen la ciutat, en la que fou la primera ocupació no islàmica de Sfax des de la seva fundació. El conflicte es va saldar amb l’execució del xeic Abu al-Hassan al-Feriani per part dels normands. Tanmateix, Sfax va aconseguir una breu independència sota el lideratge d’Omar Feriani, fill del xeic, fins a l’arribada dels almohades procedents del Marroc.

### Època almohade
Els almohades governaren Sfax entre els anys 1159 i 1198. Durant aquests 39 anys, la ciutat patí diverses crisis. No fou fins al 1204 que la situació es va estabilitzar gràcies a la intervenció de l’emir Muhammad al-Nasir, que eliminà els Banu Ghàniya, responsables de molts dels conflictes locals. Durant aquest període d’estabilitat es van excavar 366 pous en un indret proper a la medina, que posteriorment prengué el nom d’Al-Nasiriya, en honor a l’emir.

### Època hàfsida
Des del 1207 fins al segle XVI, els membres de la dinastia hàfsida es van succeir al tron de l'Ifriquiya, tot establint la seva capital a Tunis. Sfax s’uní ràpidament al nou regne després d’alguna resistència inicial, i fou en aquest període quan es restauraren diversos monuments i es desenvolupà el comerç. Els productes sfaxians començaren a exportar-se a diverses destinacions com ara Istanbul, Damasc i l'Orient, així com a Marsella i Gènova.
Atès que els hàfsides havien perdut una gran part de l'al-Àndalus, moltes famílies d’aquella regió emigraren per establir-se a les ciutats del regne, com ara Sfax. Es poden esmentar exemples com la família Charfi, coneguda pels seus savis; la família Mnif, una referència destacada en l’arquitectura local; o la família Zghal, originària de l’emir Muhammad XIII az-Zaghall.

### Època otomana
L’any 1551, Sfax passà a mans de la dinastia otomana arran d’una conquesta liderada per Dragut. No obstant això, no fou fins 37 anys més tard que els otomans s’establiren de manera permanent a la ciutat, on romangueren fins al 1864.

#### Regnat dels muradites
En temps de la dinastia Muradita, Sfax visqué una notable renaixença intel·lectual: hi sorgiren diversos erudits i savis, entre els quals Abu al-Hassan al-Karray i Ali Ennouri, que lideraren el moviment de jihad contra l’ocupació creuada de l'orde de Sant Joan a Malta. Aquests dos estudiosos fundaren les seves pròpies madrasses, on promogueren el saber fins que la ciutat esdevingué una de les destinacions més importants per als estudiants.

#### Regne dels husaynites
Sfax experimentà un important desenvolupament urbà amb l’arribada al poder de la dinastia husaynita. De fet, no fou fins al segle XVII que començaren a aparèixer les primeres construccions extramurs. Cap al segle XVIII, es formaren horts que encerclaven la medina com un cinturó verd, mentre que començà a desenvolupar-se un suburbi a la banda del mar.
És també durant aquest període que Mahmoud Megdiche publicà la seva obra Nuzhat Al Anthar fi Ajaibi Tawarikh wa Al Akhbar, que encara avui constitueix una referència fonamental sobre la història de Sfax.
A més, la ciutat es veié implicada en diversos enfrontaments, com la batalla de Rass El Makhbez l’any 1747 contra la República de Venècia.

### Protectorat francès
Amb l’establiment del Protectorat francès de Tunísia el 1881, diverses ciutats del país optaren per la resistència. Entre aquestes, Sfax, on els habitants continuaren protestant i defensant-se fins i tot més de dos mesos després de la signatura del Tractat del Bardo.
Mentre Ali Ben Khelifa El Naffati liderava l’exèrcit per defensar la ciutat des de l’exterior, els habitants combatien des de dins sota el comandament de Mohammad Kammoun. No fou fins al 16 de juliol de 1881 que les tropes franceses aconseguiren derrotar els resistents i penetrar a la medina, on s'establiren durant un període de 75 anys. Convertiren la casba en la seva seu i utilitzaren el pati de la gran mesquita com a estable per als seus cavalls.
Progressivament, la medina anà perdent protagonisme en benefici d’una nova ciutat d’estil europeu construïda pels francesos, que esdevingué el centre de totes les transaccions i fins i tot d’una gran part de l’economia local.

### Era moderna
El 17 de febrer de 2012, el govern tunisià presentà la candidatura de la medina de Sfax per ser inscrita a la Llista del Patrimoni de la Humanitat de la UNESCO.

## Arquitectura

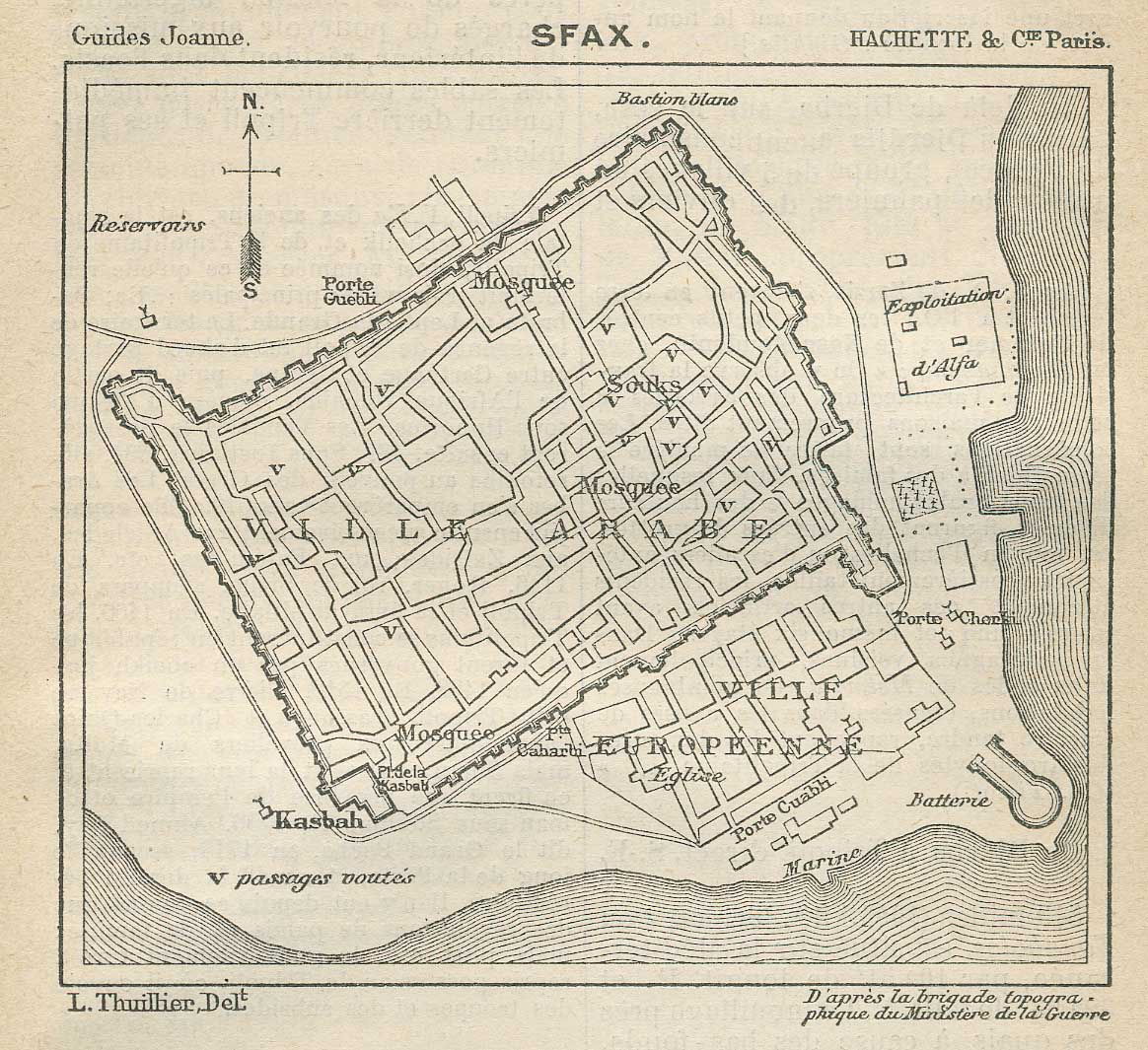
Plànol urbanístic de la medina de Sfax

La medina de Sfax té bàsicament la forma d’un quadrilàter lleugerament deformat de 24 hectàrees, delimitat per unes muralles que mesuren 600 metres d’oest a est i entre 400 i 450 metres de nord a sud. Les muralles estan reforçades amb 67 torres de formes diverses: semicirculars, octogonals, hexagonals, barlongues o inclinades.

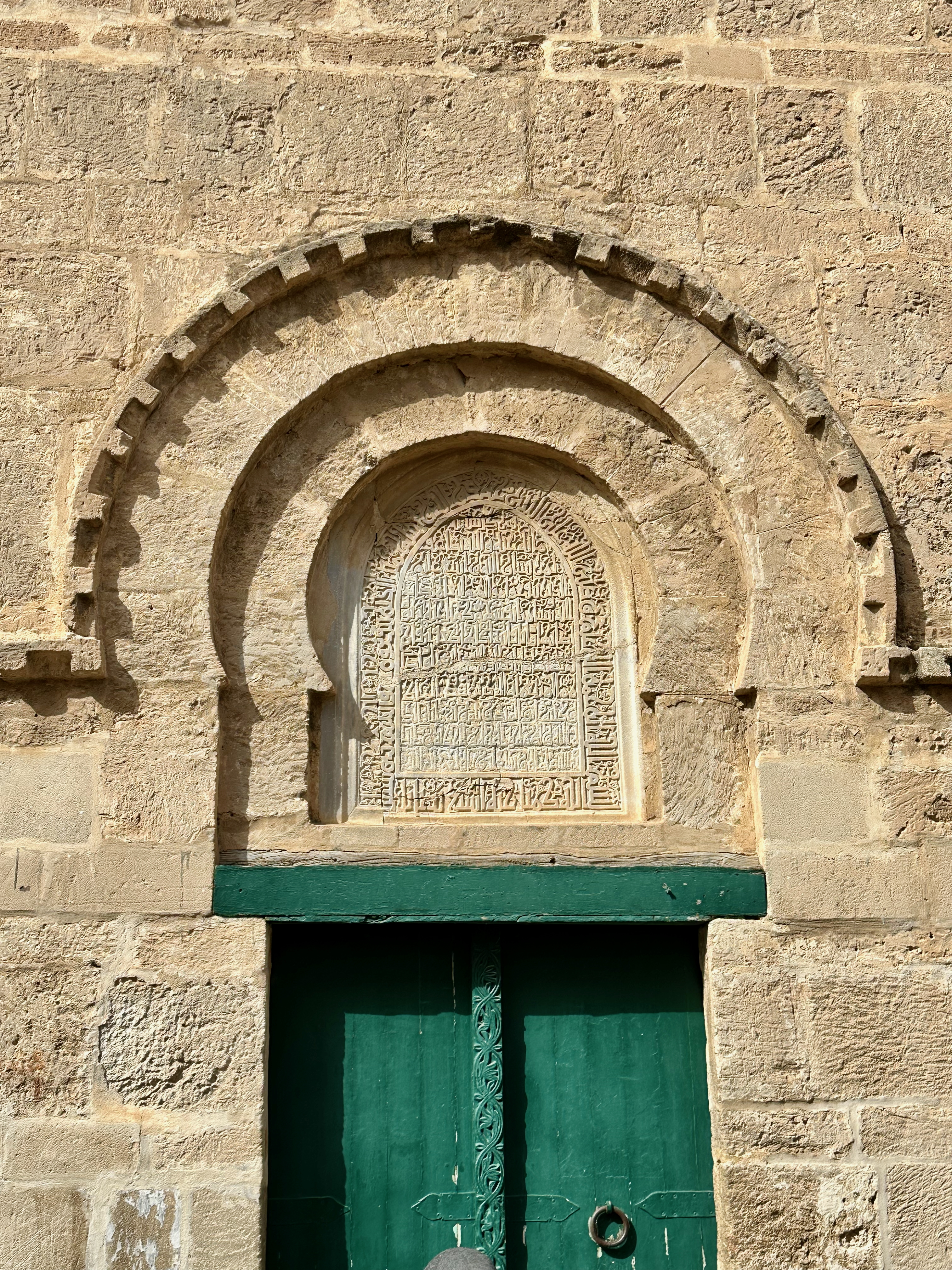
Porta est de la gran mesquita

La gran mesquita ocupa el centre de la ciutat. Es troba a la intersecció de les dues artèries principals: la que enllaça Bab Jebli amb Bab Diwan, i l’artèria central oest-est. La primera representa l’eix principal, que forma amb el meridià nord-sud un angle de 22 graus, corresponent a l’orientació de la majoria dels mihrabs de les mesquites de Sfax. Aquesta particularitat fa que la medina de Sfax sigui l’única ciutat que recorda l’organització urbana de Kufa, la primera ciutat àrabo-musulmana.
Els socs (o mercats) envolten la gran mesquita —alhora lloc de culte, cultura i sociabilitat— des de la seva façana nord-oest fins a Bab Jebli, amb una distribució jeràrquica, mentre que la resta de l’espai està ocupat pels barris residencials.

### Muralles i portals

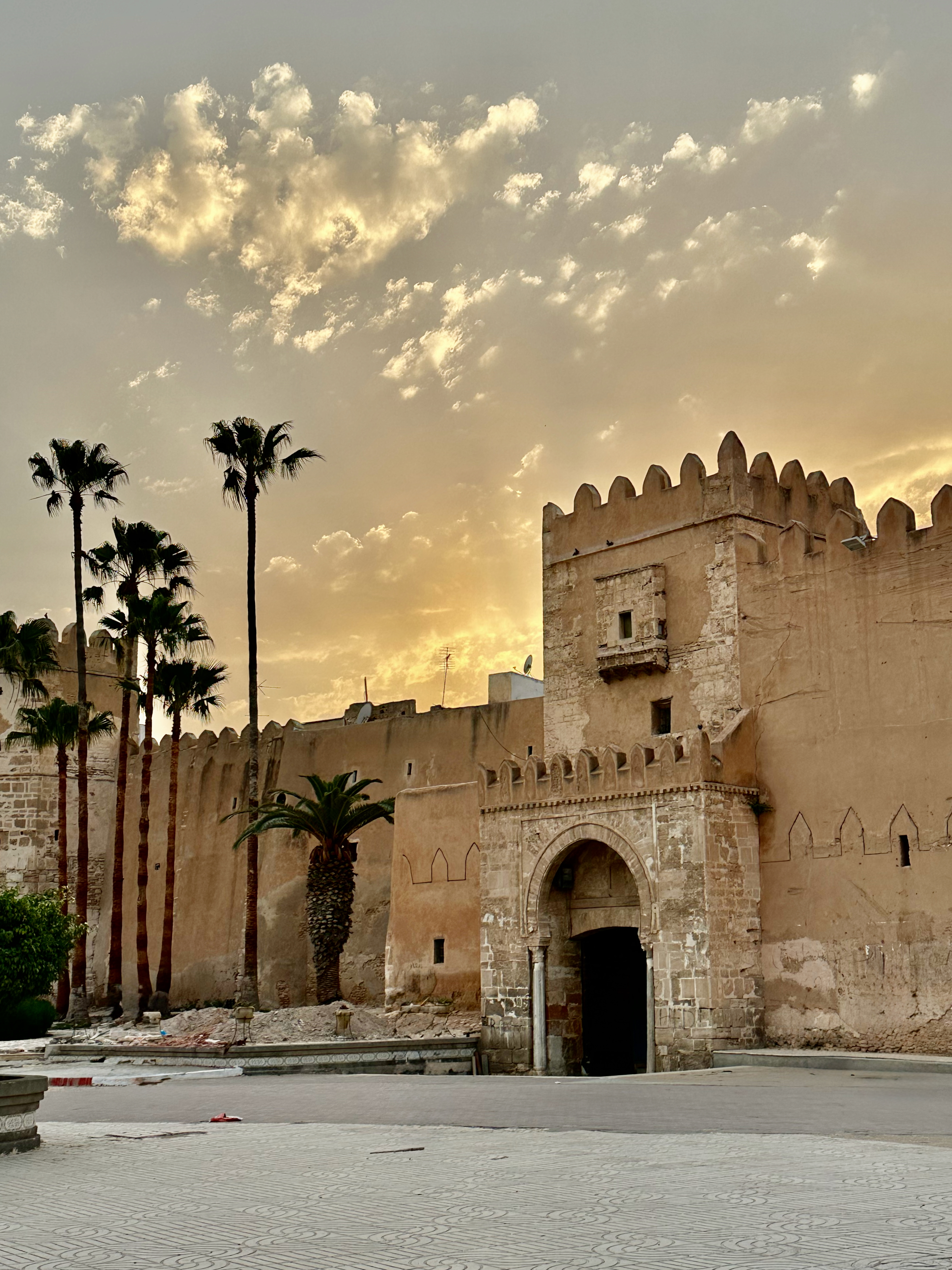
Porta Diwan

A excepció de Borj Ennar i tres altres torres que han desaparegut, les muralles de la medina han conservat la mateixa arquitectura original des de l’any 1306. Tenen una longitud de 2.750 metres i compten amb 34 torretes. L’alçada varia entre set i onze metres.
Originalment, la medina només tenia dues portes: Bab Jebli, també coneguda com Bab Dhahraoui (porta nord), i Bab Diwan o Bab Bhar (la porta del mar). Tanmateix, al segle xx, a causa del desenvolupament econòmic i del gran augment de la població, es van haver de crear noves portes per reduir el flux de les dues portes principals, com ara Bab El Ksar i Bab Jebli Jedid.
Cada porta construïda de nou rebia inicialment el nom provisional de Bab Jedid (Porta Nova), mentre s’esperava assignar-li un nom definitiu.

### Casba

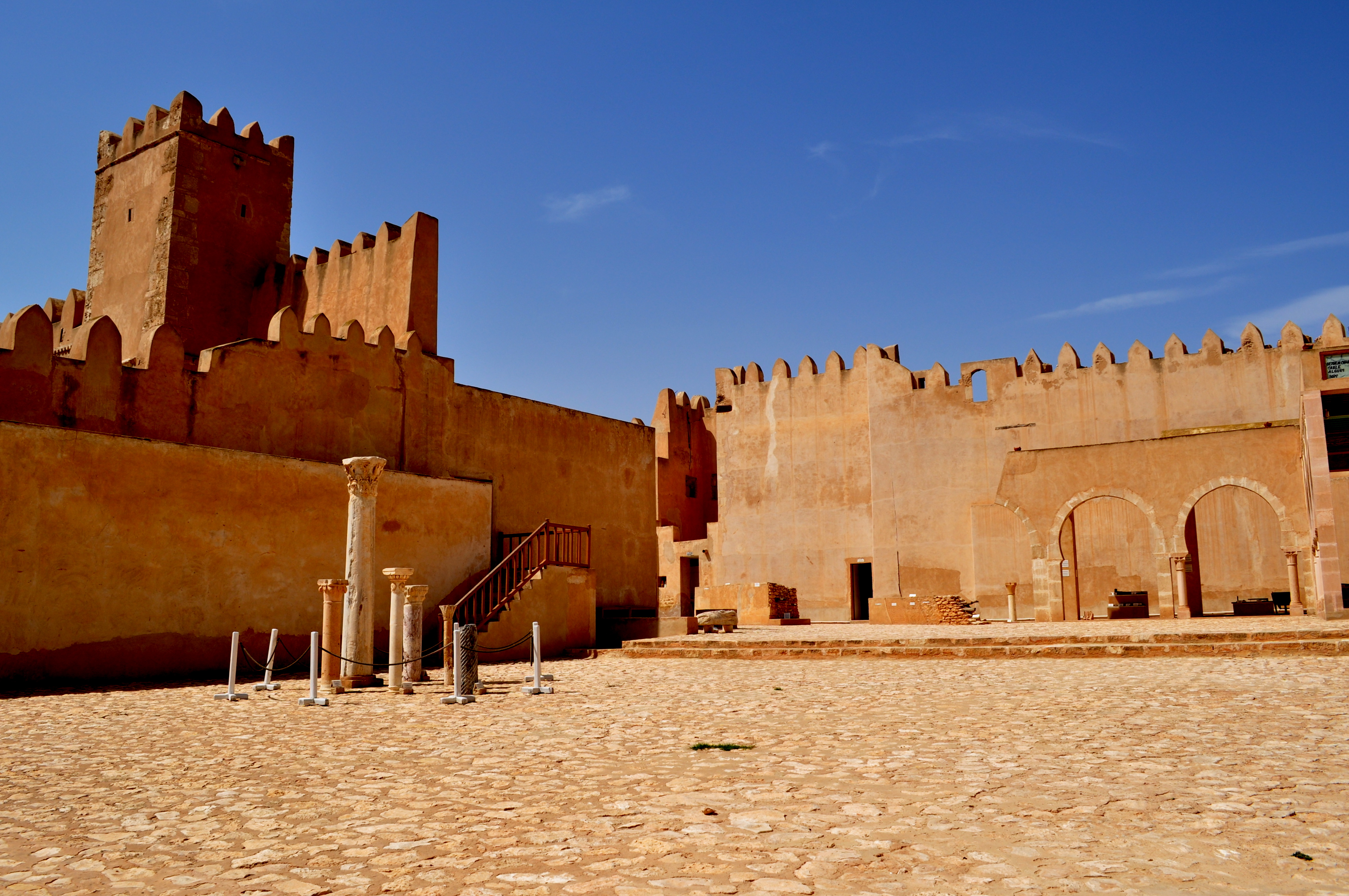
Kasbah de Sfax

Com la majoria de les altres medines de Tunísia, Sfax té la seva pròpia casba. Es tracta d'una fortalesa desèrtica situada a l'extrem sud-oest de la medina. Al llarg de la seva història, ha tingut diferents usos: primer com a torre de vigilància construïda pels Aglàbides a la costa, després com a seu del govern municipal i més endavant com a caserna principal de l’exèrcit. La seva construcció va anar precedida per l’aixecament de la muralla i del barri de la medina. Actualment, acull un museu d’arquitectura tradicional.

### Socs

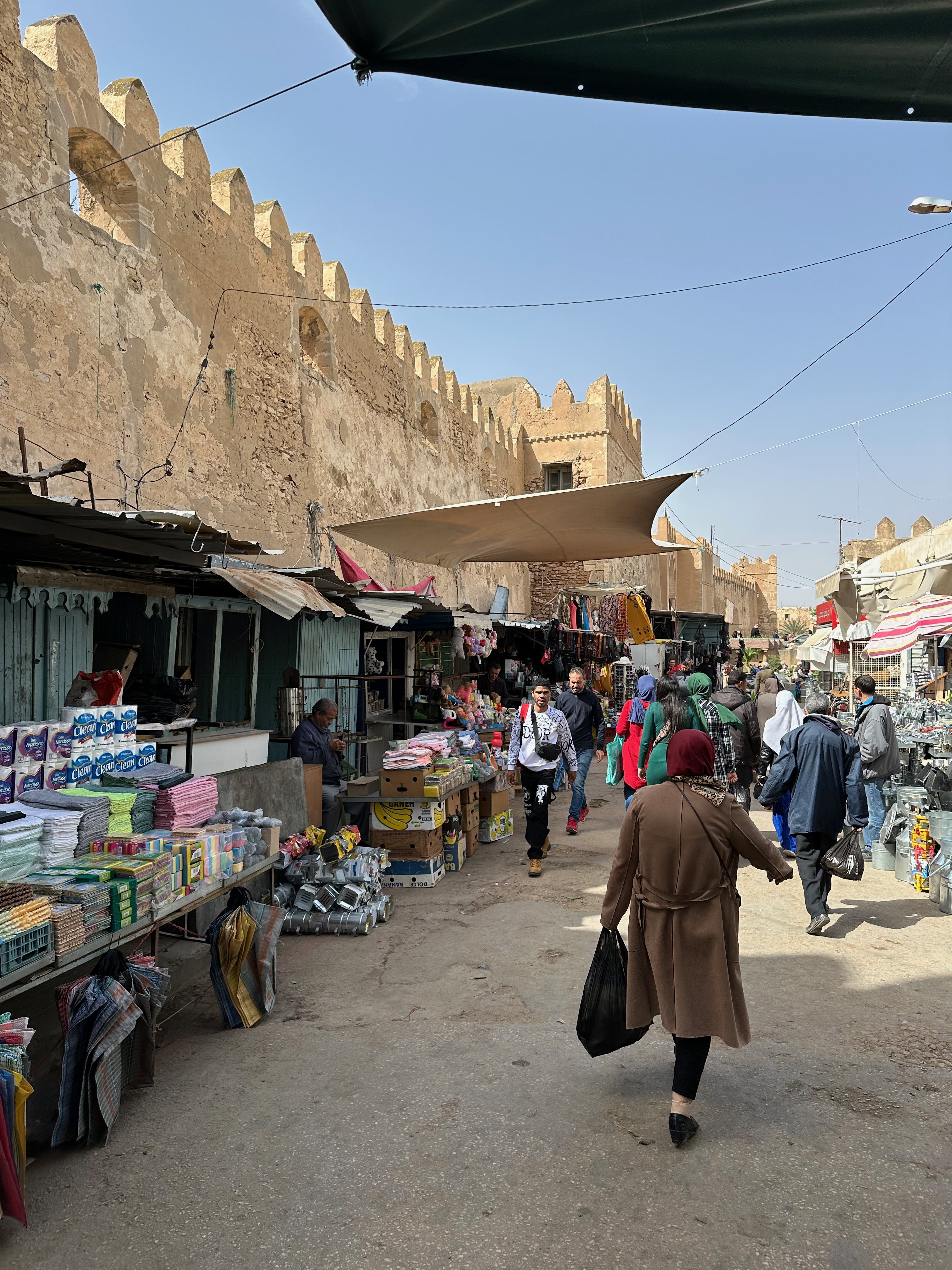
Un dels socs de la medina de Sfax

Els socs (o mercats) estan organitzats dins la medina segons les seves especialitats o activitats. Tots es troben al nord de la gran mesquita, formant el centre econòmic de la ciutat.
A partir del segle XVIII, aquests socs van començar a tenir noms propis. Actualment, la medina de Sfax compta amb una trentena de socs diferents. El soc Erbaa, principal mercat de txètxies i teixits de llana, és el més important. Consta d’un eix principal nord-sud travessat per un carrer mitjà est-oest. Avui dia, el soc Erbaa està més orientat cap a la venda de roba tradicional.